# Diana Gomes (voetballer)
Diana Gomes (Paços de Ferreira, 26 juli 1998)  is een voetbalspeelster uit Portugal. Ze speelt als verdediger voor SL Benfica in de Campeonato Nacional.

## Clubcarrière
Gomes begon haar carrière bij SC Freamunde uit Paços de Ferreira in 2012. Na vier jaar maakte ze de overstap naar Valadares Gaia F.C. dat uitkomt in de Campeonato Nacional Feminino.  In 2017 stapte Gomes over naar competitiegenoot SC Braga.
In 2022 tekende Gomes een contract bij het Spaanse Sevilla FC in de Primera División Femenina. Op 17 september 2022 maakte Gomes haar debuut in de Primera División in een thuiswedstrijd tegen Atlético Madrid. In deze wedstrijd werd Gomes ook gelijk met een rode kaart van het veld gestuurd.
Op 16 juli 2025 keerde Gomes terug naar Portugal, waar ze een driejarig contract tekende bij SL Benfica.

## Statistieken
| Seizoen   | Club                | Land     | Competitie                   | Wedstrijden | Doelpunten |
| --------- | ------------------- | -------- | ---------------------------- | ----------- | ---------- |
| 2016-2017 | Valadaras Gaia F.C. | Portugal | Campeonato Nacional Feminino | 12          | 0          |
| 2017-2022 | SC Braga            | Portugal | Campeonato Nacional          | 93          | 6          |
| 2022/23   | Sevilla FC          | Spanje   | Primera Division             | 18          | 0          |
| 2023/24   | Sevilla FC          | Spanje   | Primera Division             | 22          | 1          |
| 2024/25   | Sevilla FC          | Spanje   | Primera Division             | 28          | 0          |
| 2025/26   | SL Benfica          | Portugal | Campeonato Nacional          | 0           | 0          |
| Totaal    | Totaal              | Totaal   | Totaal                       | 173         | 7          |

Laatste update: 16 juli 2025

## Interlandcarrière
Gomes maakte haar debuut voor het Portugese nationale team op 3 maart 2017 in een 6-0 nederlaag tegen Denemarken.
In 2017 werd Gomes opgenomen in de voorselectie voor het EK 2017 in Nederland. Gomes viel af voor de definitieve selectie.  Ze mocht echter toch mee met de selectie als vervanger van Jéssica Silva die was afgevallen door een blessure. Het was voor Portugal voor de eerste keer dat het meedeed aan een eindtoernooi. Gomes speelde geen wedstrijd en strandde met haar land in de groepsfase.
Gomes werd ook opgenomen in de selectie voor het EK 2022 in Engeland. Met Portugal wist Gomes niet voorbij de groepsfase te geraken na nederlagen tegen Nederland en Zweden. Gomes kwam in alle drie de wedstrijden in actie en was belangrijk door de 1-2 te maken in het eerste groepsduel tegen Zwitserland.
In 2023 mocht Gomes met Portugal voor de eerste keer in de historie aantreden op het WK 2023. Portugal wist opnieuw niet door te stoten naar knock-outfase. Na een nederlaag tegen Nederland, waren een overwinning op Vietnam en een gelijkspel tegen Verenigde Staten niet voldoende. Gomes kwam in twee wedstrijden in actie.
Op 24 juni 2025 werd Gomes opgenomen in de Portugese selectie voor op het EK 2025 in Portugal.